# Tríada (música)
En armonía moderna se denomina  tríada a tres notas puestas armónicamente, las cuales forman un acorde tonal. Estas notas suelen ser la fundamental, la tercera y la quinta, y juntas forman la estructura básica de muchos acordes utilizados en la música. La tercera determina si el acorde es mayor o menor, mientras que la quinta determina si el acorde es disminuido o aumentado.
Las tríadas son la base de muchas progresiones armónicas utilizadas en la música moderna. A partir de ellas, se pueden construir acordes más complejos y ricos en sonoridad. Además, las tríadas también pueden ser invertidas, es decir, se pueden cambiar el orden de las notas para obtener diferentes texturas.
En definitiva, la tríada es fundamental para entender y construir progresiones armónicas en la música moderna.

## Concepto de uso
Una tríada es un acorde de tres notas que generalmente se construye en intervalos de tercera y quinta. Puede ser mayor, menor, aumentada o disminuida dependiendo de la combinación de notas.
Existen cuatro tipos de tríadas principales, determinadas por las relaciones interválicas entre las notas que forman el acorde. Son las denominadas tríadas comunes:
- Acorde mayor, formado por un intervalo de tercera mayor con otro de tercera menor.
  - Ejemplo, C/E/G (fundamental, tercera mayor, quinta justa)
- Acorde menor, formado por un intervalo de tercera menor con otro de tercera mayor.
  - Ejemplo C/Eb/G (fundamental, tercera menor, quinta justa)
- Acorde disminuido, formado por dos intervalos de tercera menor.
  - Ejemplo, C/Eb/Gb (fundamental, tercera menor, quinta disminuida)
- Acorde aumentado, formado por dos intervalos de tercera mayor.
  - Ejemplo, C/E/G# (fundamental, tercera mayor, quinta aumentada)

Las peculiares relaciones interválicas de las notas de cada uno de estos tipos de acordes les conceden propiedades sonoras particulares, que son aprovechadas por compositores y ejecutantes para conseguir cierto tipo de ambientes sonoros o inducir cierto tipo de emociones; así, el acorde menor puede inducir a la tristeza y melancolía, el acorde mayor a la armonía y el gozo. El acorde disminuido se puede asociar con un estado de shock o de suspense, mientras que el acorde aumentado suele llevar aparejada una sensación de confusión o sorpresa. No obstante cada compositor puede tener una percepción diferente de estas relaciones interválicas y sonoridades musicales.
Dentro de la música moderna, los acordes tríada son de uso común en la música pop y rock, mientras que en el jazz y sus derivados se suelen utilizar cuatríadas y otros acordes más avanzados.

## Ejemplos
- Acordes de F (tríada) y FMaj7 (cuatríada) ejecutados en forma armónica (compases 1 y 3) y arpegiados (compases 2 y 4). Nótese el sonido más rico y lleno de FMaj7 respecto a F:

- Un pianista real no se limitaría a las notas de la tríada y la cuatríada indicadas en el cifrado de acordes, sino que ejecutaría inversiones, tensiones y fills, adornos melódicos basados en la armonía.

Cualquier grupo de tres sonidos distintos forman una tríada, derivando así en distintos tipos de acordes.
Para ejemplificar, supongamos la escala cromática. Su primer tríada está formada por C-Db-D, y sus inversiones Db-D-C / D-C-Db, y sus disposiciones C-D-Db / Db-C-D / y D-Db-C.
Así, le seguirían C-Db-Eb/ C-Db-E/ C-Db-F/ C-Db-Gb/ C-Db_G/ C-Db_Ab/ C-Db-A/ C-Db-Bb/ C-Db-B
```
                 C-D-Eb/ C-D-E/ C-D-F/ C-D-Gb/ C-D-G/ C-D-Ab/ C-D-A/ C-D-Bb/ C-D-B
                 C-Eb-E/ C-Eb-F/ C-Eb-Gb/ C-Eb-G/ C-Eb-Ab/C-Eb-A/ C-Eb-Bb/ C-Eb-B
                 C-E-F/ C-E-Gb/ C-E-G/ C-Eb-Ab/ C-E-A/ C-E-Bb/ C-E-B
                 C-F-Gb/ C-F-G/ C-F-Ab/ C-F-A/ C-F-Bb/ C-F-B
                 C-Gb-G/ C-Gb-Ab/ C-Gb-A/ C-Gb-Bb/ C-Gb-B
                 C-G-Ab/ C-G-A/ C-G-Bb/ C-G-B
                 C-Ab-A/ C-Ab-Bb/ C-Ab-B
                 C-A-Bb/ C-A-B
```

```
                 Db-D-Eb/ Db-D-E/ Db-D-F/ Db-D-Gb/ Db-D-G/ Db-D-Ab/ Db-D-A/ Db-D-Bb/ Db-D-B
                 Db-Eb-E/ Db-Eb-F/ Db-Eb-Gb/ Db-Eb-G/ Db-Eb-Ab/ Db-Eb-A/ Db-Eb-Bb/ Db-Eb-B
                 Db-E-F/ Db-E-Gb/ Db-E-G/ Db-E-G/ Db-E-Ab/ Db-E-A/ Db-E-Bb/ Db-E-B
                 Db-F-Gb/ Db-F-G/ Db-F-Ab/ Db-F-A/ Db-F-Bb/ Db-F-B
                 Db-Gb-G/ Db-Gb-Ab/ Db-Gb-A/ Db-Gb-Bb/ Db-Gb-B
                 Db-G-Ab/ Db G-A/ Db-G-Bb/ Db-Gb-B
                 Db-Ab-A/ Db-Ab-Bb/ Db-Ab-B
                 Db-A-Bb/ Db-A-B
```

```
                 D-Eb-E/ D-Eb-F/ D-Eb-Gb-/ D-Eb-G/ D-Eb-Ab/ D-Eb-A/ D-Eb-Bb/ D-Eb-B
                 D-E-F/ D-E-Gb/ D-E-G/ D-E-Ab/ D-E_A/ D-E-Bb/ D-E-B
                 D-F-Gb/ D-F-G/ D-F-Ab/ D-F-A/ D-F-Bb/ D-F-B
                 D-Gb-G/ D-Gb-Ab/ D-Gb-A/ D-Gb-Bb/ D-Gb-B
                 D-G-Ab/ D-G-A/ D-G-Bb/ D-G-B
                 D-Ab-A/ D-Ab-Bb/ D-Ab-B
                 D-A-Bb/ D-A-B
```

```
                 Eb-E-F/ Eb-E-Gb/ Eb-E-G/ Eb-E-Ab/ Eb-E-A/ Eb-E-Bb/ Eb-E-B
                 Eb-F-Gb/ Eb-F-G/ Eb-F-Ab/ Eb-F-A/ Eb-F-Bb/ Eb-F-B
                 Eb-Gb-G/ Eb-Gb-Ab/ Eb-Gb-A/ Eb-Gb-Bb/ Eb-Gb-B
                 Eb-G-Ab/ Eb-G-A/ Eb-G-Bb/ Eb-G-B
                 Eb-Ab-A/ Eb-Ab-Bb/ Eb-Ab-B
                 Eb-A-Bb/ Eb-A-B
```

```
                 E-F-Gb/ E-F-G/ E-F-Ab/ E-F-A/ E-F-Bb/ E-F-B
                 E-Gb-G/ E-Gb-Ab/ E-Gb-A/ E-Gb-Bb/ E-Gb-B
                 E-G-Ab/ E-G-A/ E-G-Bb/ E-G-B
                 E-Ab_A/ E-Ab-Bb/ E-Ab-B
                 E-A-Bb/ E-A-B
```

```
                 F-Gb_G/ F-Gb-Ab/ F-Gb-A/ F-Gb-Bb/ F-Gb-B
                 F-G-Ab/ F-G.A/ F-G-Bb/ F-G-B
                 F-Ab-A/ F-Ab-Bb/ F-Ab-B
                 F-A-Bb/ F-A-B
                 F-Bb-B
```

```
                 Gb-G-Ab/ Gb-G-A/ Gb-G-Bb/ Gb-G-B
                 Gb-Ab-A/ Gb-Ab-Bb/ Gb-Ab-B
                 Gb-A-Bb/ Gb-A-B
                 Gb-Bb-B
```

```
                 G-Ab_A/ G-Ab-Bb/ G-Ab-B
                 G-A-Bb/ G-A-B
                 G-Bb-B
```

```
                 Ab-A-Bb/ Ab-A-B
                 Ab-Bb-B
```

```
                 A-Bb-B 
```

Estas tríadas, sus inversiones y disposiciones, son todas las tríadas posibles en nuestro sistema musical.